# Mauricio Taricco
Mauricio Taricco (Buenos Aires, 10 maart 1973) is een Argentijns voetbalcoach en voormalig voetballer. Hij speelde als verdediger voor Tottenham Hotspur en Ipswich Town. Hij kon zowel als rechtsback als als linksback uit de voeten.

## Clubcarrière

### Ipswich Town
Mauricio Taricco begon zijn loopbaan in eigen land, namelijk bij Argentinos Juniors. In 1994 verhuisde de Argentijnse verdediger naar Engeland, waar hij tekende bij toenmalig Premier League-club Ipswich Town. Taricco speelde vier seizoenen voor Ipswich Town, waarna hij in 1998 een transfer verwezenlijkte naar Tottenham Hotspur. 

### Tottenham Hotspur
Spurs was in de periode van Taricco evenwel een middenmoter in de Premier League.
In 2002 verloor Taricco de finale van de League Cup tegen Blackburn Rovers met Tottenham Hotspur. In 2004 verliet hij White Hart Lane na zes seizoenen. Taricco speelde 130 wedstrijden voor Spurs in de Premier League. 

### Latere carrière
In 2004 werkte Taricco één wedstrijd af voor West Ham United in de Premier League. West Ham had hem transfervrij overgenomen van Spurs, maar na een week was Taricco alweer vertrokken. Hij verhuisde naar Italië, en was daar van 2005 tot 2009 actief op amateurniveau. Van 2010 tot 2012 speelde hij 15 competitiewedstrijden voor Brighton & Hove Albion als speler-coach. 

## Trainerscarrière
Na zijn loopbaan ging Taricco door als trainer. Hij ging per 20 januari 2018 aan de slag als assistent van de Uruguayaan Gustavo Poyet bij het Franse Girondins de Bordeaux.